# Tarzan contro i mostri
Tarzan contro i mostri (Tarzan's Desert Mystery) è un film del 1943 diretto da Wilhelm Thiele.
Il soggetto è liberamente ispirato alle avventure di Tarzan delle Scimmie, il famoso romanzo di Edgar Rice Burroughs del 1912. Il film è l'ottavo dei dodici della saga di Tarzan  interpretati dall'attore Johnny Weissmuller, già primo uomo al mondo a nuotare i 100 metri stile libero sotto il minuto e vincitore di cinque medaglie d'oro olimpiche ai Parigi 1924 e Amsterdam 1928. Ed è il quinto degli otto in cui l'attore bambino Johnny Sheffield compare nel ruolo di "Piccolo" ("Boy"), il figlio adottivo di Tarzan e Jane.

## Trama
In questa avventura (l'unica senza la presenza di Jane Parker), Tarzan si trova a salvaguardare la salute del suo popolo in Africa, mentre il figlio Piccolo, ormai adolescente, si spinge fino ai confini del Sahara, dove viene catturato da una tribù araba capeggiata dallo sceicco Abdul El Khim.

## Produzione
Il film, che fu prodotto dalla Sol Lesser Productions con il titolo di lavorazione Tarzan and the Sheik, venne girato in California a Lone Pine nelle Alabama Hills, set di molte pellicole hollywoodiane, tra cui numerosi western. Le riprese iniziarono ai primi di aprile per terminare a fine maggio 1943. Il 16 agosto, alcune scene furono rigirate. Secondo Hollywood Report del 12 agosto 1943, il produttore Sol Lesser, aveva deciso di rigirare tutta la fine del film che, in origine, mostrava Connie che veniva catturata da Hendrix, riportata in città e salvata dall'impiccagione dall'intervento di Tarzan.
Il New York Times riportò la notizia che il villaggio arabo usato per il film era quello costruito nel 1927 per Il re dei re di Cecil B. DeMille.

## Distribuzione
Il copyright del film, richiesto dalla Principal Artists Productions, fu registrato il 26 novembre 1943 con il numero LP12444.
Distribuito dalla RKO Radio Pictures, il film venne presentato in prima a New York il 26 dicembre 1943.